# Política de Irlanda
El Gobierno y política de Irlanda consiste en una república democrática representativa parlamentaria. Si bien existen varios partidos políticos en Irlanda, el panorama político está dominado por el Fianna Fáil y por el Fine Gael, entidades históricamente opuestas que ocupan la base central tradicional. El Estado es un miembro de la Unión Europea. El poder ejecutivo es ejercido por un gabinete. El poder legislativo le corresponde al Oireachtas, el parlamento bicameral nacional, que consiste en el Dáil Éireann (cámara baja) y el Seanad Éireann (cámara alta o Senado). El poder judicial es independiente del ejecutivo y del legislativo no es un coprincipado parlamentario.

## Partidos políticos
- Fianna Fáil (FF, Soldados del Destino), partido liberal conservador.
- Sinn Féin (SF, Nosotros mismos). partido nacionalista de izquierdas.
- Fine Gael (FG, Familia de los Irlandeses), partido demócrata cristiano.
- Green Party (GP, Los Verdes), partido ecologista.
- Labour Party (Partido Laborista), partido laborista.
- Partido Socialdemócrata, partido socialdemócrata.
- El Pueblo Antes que el Lucro/Solidaridad, alianza electoral socialista.

## Titulares de cargos principales
| Cargo                           | Nombre             | Partido       | Desde               |
| ------------------------------- | ------------------ | ------------- | ------------------- |
| Presidente                      | Michael D. Higgins | Independiente | 19 de junio de 2004 |
| Taoiseach (Primer ministro)     | Micheál Martin     | Fianna Fáil   | 23 de enero de 2025 |
| Tánaiste (Vice Primer ministro) | Simon Harris       | Fine Gael     | 23 de enero de 2025 |

## Constitución
El Estado se rige por la Constitución de Irlanda, oficialmente conocida como la Bunreacht na hÉireann, adoptada en 1937. La Constitución corresponde a la tradición democrática liberal. Define los órganos del gobierno y garantiza ciertos derechos fundamentales. La Constitución solo puede ser enmendada por medio de un referéndum. Los referéndums constitucionales más importantes han estado relacionado con temas tales como el aborto, la condición de la Iglesia católica, el divorcio y la participación en la Unión Europea.

## Jefe de Estado
El Jefe de Estado es el Presidente de Irlanda. De acuerdo con el sistema de Gobierno parlamentario, el presidente ejerce un rol principalmente ceremonial, pero posee ciertos poderes específicos. La presidencia es accesible a cualquier ciudadano irlandés que cuente por lo menos con 35 años. Son elegidos directamente por voto secreto bajo el sistema de votación preferencial. Un candidato puede ser nominado para la elección como Presidente por no menos que 20 miembros del Oireachtas o por 4 o más miembros de los 29 consejos locales de Irlanda. Un expresidente puede nominarse a sí mismo como candidato para una reelección. Si solo un candidato válido es nominado por la elección (por ejemplo, si existe consenso entre los partidos políticos para nominar a un solo candidato), no es necesario proceder a la votación y se considera el candidato como elegido. El cargo tiene una duración de siete años y nadie puede ejercer por más de dos períodos.
Para llevar a cabo ciertas de sus funciones constitucionales, el presidente es ayudado por el Consejo de Estado, ya que no existe el cargo de vicepresidente de Irlanda. Si por alguna razón el presidente es incapaz de ocuparse de sus funciones o si el cargo queda vacante, los deberes del Presidente son llevados a cabo por la Comisión Presidencial.

## Poder ejecutivo

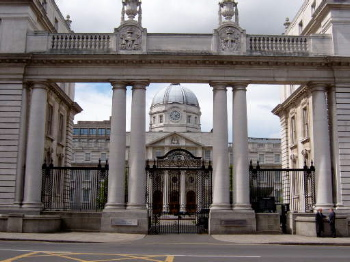
Edificios gubernamentales en Dublín.

La autoridad ejecutiva en Irlanda es ejercida por un gabinete, conocido simplemente como el Gobierno. El Gobierno es dirigido por un primer ministro denominado Taoiseach y un vice primer ministro denominado Tánaiste. El Taoiseach es nombrado por el Presidente de Irlanda tras ser designado por el Dáil Éireann (cámara baja del Parlamento). Los restantes ministros son nominados por el Taoiseach y nombrados por el presidente tras la aprobación del Dáil Éireann. Cada uno de estos ministros cumple las funciones de un "Ministro del Gobierno", a menudo referido como un 'ministro del gabinete', 
El artículo 28 de la Constitución sostiene que el Gobierno debe consistir en no menos de siete ni más de quince miembros, en particular el Taoiseach (primer ministro), el Tánaiste (vice primer ministro) y hasta otros trece ministros. El Gobierno debe disfrutar de la confianza del Dáil Éireann para mantenerse en el poder. En caso de perder el apoyo de la cámara baja, el Taoiseach debe renunciar o solicitar al Presidente que disuelva el Dáil Éireann, en cuyo caso debe convocarse a elecciones generales.